# タワー・オブ・パワー
タワー・オブ・パワー（Tower of Power）は、アメリカのファンク、R&B・バンド。バリトンサックスをフィーチャーした重厚なホーンセクションが大きな特徴である。ヒューイ・ルイス&ザ・ニュースのバックで活動していた頃は、タワー・オブ・パワー・ホーンズとも呼ばれていた。

## 略歴
テナーサックス奏者のエミリオ・カスティーヨとバリトンサックス奏者のステファン"ドク"クプカが中心になってカリフォルニア州オークランドで結成。その後活動の拠点をサンフランシスコに移し、1970年にデビューした。
1973年のアルバム『タワー・オブ・パワー』収録の「ホワット・イズ・ヒップ?」によってバンドはその名が知られることとなる。重厚なホーンセクションのみならず、ベースのフランシス“ロッコ”プレスティアとドラムのデイヴィッド・ガリバルディによる16ビートを駆使した強力なリズムセクション、ソウルフルなバラードも彼らの持ち味であった。
1974年末に来日した時には、かまやつひろしの「ゴロワーズを吸ったことがあるかい」や、RCサクセションのアルバム『シングル・マン』のバックをつとめた。1975年には朱里エイコのバックをつとめて、シングルが発売された。
メンバーチェンジを繰り返しながらも1970年代はコンスタントにアルバムを発表していたが、1980年代前半はレコード会社との契約がなく不遇を託っていた。しかし1980年代半ばに大人気となったサンフランシスコ出身のヒューイ・ルイス&ザ・ニュースがホーンセクションとして彼らを起用したことで再び注目が集まり、1987年に復活アルバムを発表する。また同年、中村あゆみのアルバム『Smalltown Girl』にもホーンセクションとして参加。
1990年代は1970年代のファンク・ミュージックが再評価されたことで、彼らはいわゆる「リスペクト」の対象となり、定期的にアルバムを発表した。現在も主にライブで活動中。たびたび来日公演も行なっている。

## メンバー

### 現在のメンバー
- エミリオ・カスティーヨ (Emilio Castillo) - テナーサックス、ボーカル (1968年– )
- ステファン"ドク"クプカ (Stephen "Doc" Kupka) - バリトンサックス (1968年- )
- デイヴィッド・ガリバルディ (David Garibaldi) - ドラム、パーカッション (1968年-1975年、1979年-1981年、1998年- )
- ロジャー・スミス (Roger Smith) - キーボード、バック・ボーカル (1998年- )
- アドルフォ・アコスタ (Adolfo Acosta) - トランペット、フリューゲルホルン (2000年- )
- トム・ポリッツァー (Tom E. Politzer) - テナーサックス (2002年- )
- ジェリー・コルテス (Jerry Cortez) - ギター、バック・ボーカル (2010年- )
- サル・クラキオーロ (Sal Cracchiolo) - トランペット (2011年- )
- マーク・ヴァン・ヴァーヘニンゲン (Marc van Wageningen) - ベース (2018年- )

### 旧メンバー
少なくとも60人のミュージシャンが、50年の歴史の中でバンドとしてツアーまたはレコーディングを行っている。その中には、現在の『サタデー・ナイト・ライブ』の音楽ディレクターでサックス奏者のレニー・ピケット、伝説のファンク・ベーシストであるフランシス"ロッコ"プレスティア、オルガン・マスターのチェスター・トンプソン、サックス奏者のリチャード・エリオットやユージ・グルーヴ、ギタリストのブルース・コンテなどが含まれている。
ビクター・コンテはブルース・コンテの従兄弟であり、1977年から1979年までバンドのベーシストを務めた。彼はヴィト・サン・フィリッポの後任となった。
元リード・ボーカリストのリック・スティーヴンス（本名ドナルド・スティーヴンソン）は、バンド脱退後に罪を犯し、麻薬取引の失敗に関連した3度にわたる第1級殺人罪により懲役刑を宣告された。スティーヴンスは、36年にわたって刑務所に収容された後、2012年7月20日に仮釈放された。ガンとの戦いの末、2017年9月5日、77歳で亡くなっている。
ブルース・コンテは1973年にリード・ギター担当としてバンドに参加し、1979年に脱退した。彼は、フィリピンのセブに移住する前に、2006年に復帰し、14か月間ツアーを行った。2012年にブルースは白血病と闘っていると発表したが、2021年8月8日に71歳で死去している。
| - グレッグ・アダムス (Greg Adams) - トランペット、フリューゲルホルン (1970年-1994年) - ケン・バルゼル (Ken Balzell) - トランペット - デヴィット・バートレット (David Bartlett) - ドラム (1974年-1975年) ※1990年代死去 - ロン・ベック (Ron E. Beck) - ドラム、バック・ボーカル、パーカッション (1976年-1979年) - マイク・ボガート (Mike Bogart) - トランペット、トロンボーン (1999年-2009年) - トム・バウズ (Tom Bowes) - リード・ボーカル (1988年-1994年) - ラリー・ブラッグズ (Larry Braggs) - リード・ボーカル (1999年-2013年) - マイケル・ブライアント (Michael Bryant) - トランペット、バック・ボーカル - ブレント・バイアーズ (Brent Byars) - パーカッション、バック・ボーカル (1970年-1974年) ※1987年死去 - ブレント・カーター (Brent Carter) - ボーカル (1994年-1999年) - レイ・カー (Rey Carr) - クラリネット - マイク・チコヴィッツ (Mike Cichowicz) - トランペット (1983年-1985年) - ビル・チャーチヴィル (Bill Churchville) - トランペット、フリューゲルホルン、トロンボーン (1994年-1999年) - アル・チェス (Al Chez) - トランペット、フリューゲルホルン、バック・ボーカル - ブルース・コンテ (Bruce Conte) - ギター、ボーカル (1973年–1979年、2006年) - ヴィクター・コンテ (Victor Conte) - ベース (1977年-1979年) - ジョン・クリーチ (John Creech) - サックス - バリー・ダニエリアン (Barry Danielian) - トランペット、フリューゲルホルン (1994年-2000年) - リチャード・エリオット (Richard Elliot) - サックス (1986年-1988年) - ブランダン・フィールズ (Brandon Fields) - サックス (1992年-1993年) - ウィリー・フルトン (Willie Fulton) - ギター、ボーカル (1970年–1973年、1981年-1988年) - ミック・ジレット (Mic Gillette) - トランペット、バック・ボーカル、トロンボーン、フリューゲルホルン、バリトンホーン (1970年–1984年、2009年-2011年) ※2016年死去 - レイ・グリーン (Ray Greene) - リード・ボーカル、トロンボーン (2013年-2016年) - カーメン・グリロ (Carmen Grillo) - ギター、ボーカル (1988年–1996年) - ユージ・グルーヴ (Euge Groove) - サックス (1988年-1992年) - エリス・ホール (Ellis Hall) - リード・ボーカル、キーボード、ギター (1985年-1988年) - マーク・ハーパー (Mark Harper) - ギター (2006年–2010年) - ダニー・ホーファー (Danny Hoefer) - ギター (1979年–1981年) - デリック・ヒューズ (Derick Hughes) - リード・ボーカル - マイケル・ジェフリーズ (Michael Jeffries) - ボーカル (1978年–1985年) - レニー・リー・ゴールドスミス (Lenny Lee Goldsmith) - ラリー・ダニー・ガルシア (Larry Danny Garcia) - サックス | - ルイ・キング (Louie King) - デヴィッド・マン (David Mann) - テナーサックス (1993年-1996年) - ハーマン・マシューズ (Herman Matthews) - ドラム、パーカッション (1994年-1998年) - デイヴ・マシューズ (Dave Mathews) - ウィリアム・エドワード・マクギー (William Edward McGee) - リード・ボーカル (1976年–1978年) ※2017年死去 - ジェシー・マクガイア (Jesse McGuire) - トランペット - ラス・マッキノン (Russ McKinnon) - ドラム、パーカッション (1988年-1994年) - ミック・メステック (Mick Mestek) - ドラム (1985年–1988年) - スキップ・メスキート (Skip Mesquite) - テナーサックス、ボーカル、フルート (1970年–1973年) ※2010年死去 - ルーファス・ミラー (Rufus Miller) - リード・ボーカル (1969年-1970年) ※2016年死去 - ニック・ミロ (Nick Milo) - キーボード、バック・ボーカル (1988年-1998年) - デヴィッド・パドロン (David Padron) - トランペット - ポール・ペレス (Paul Perez) - サックス (1993年) - レニー・ピケット (Lenny Pickett) - サックス、クラリネット、フルート (1973年–1981年) - フランシス"ロッコ"プレスティア (Francis "Rocco" Prestia) - ベース (1968年–1977年、1983年-2018年) ※2020年死去 - マーク・ルッソ (Marc Russo) - アルトサックス (1981年-1985年) - ヴィト・サン・フィリッポ (Vito San Filippo) - ベース、バック・ボーカル (1979年-1983年) - マーク・サンダース (Mark Sanders) - ドラム - ジョン・スカプーラ (John Scarpulla) - テナーサックス (1996年-1999年) - マーカス・スコット (Marcus Scott) - リード・ボーカル (2016年-2020年) - ジェイ・スペル (Jay Spell) - アコースティックピアノ - ノーバート・スタッチェル (Norbert Stachel) - サックス、フルート (1999年-2002年) - リック・スティーヴンス (Rick Stevens) - ボーカル (1970年-1972年) ※2017年死去 - ジェフ・タメリアー (Jeff Tamelier) - ギター (1996年-2006年) - チェスター・トンプソン (Chester D. Thompson) - オルガン、バック・ボーカル、ピアノ、クラヴィネット、ベース・ペダル (1973年-1983年) - リー・ソーンバーグ (Lee Thornburg) - トランペット、ボーカル、フリューゲルホルン (1985年-1994年) - ハバート・タッブス (Hubert Tubbs) - リード・ボーカル (1975年-1976年) - ボビー・ヴェガ (Bobby Vega) - ベース - リック・ワイチェスコ (Rick Waychesko) - トランペット - レニー・ウィリアムス (Lenny Williams) - リード・ボーカル (1972年-1975年) |

## ディスコグラフィ

### スタジオ・アルバム
- 『イースト・ベイ・グリース』 - East Bay Grease (1970年)
- 『バンプ・シティ』 - Bump City (1972年)
- 『タワー・オブ・パワー』 - Tower of Power (1973年) ※米国ゴールドディスク
- 『バック・トゥ・オークランド』 - Back to Oakland (1974年)
- 『オークランド・ストリート』 - Urban Renewal (1975年) ※米国22位
- 『イン・ザ・スロット』 - In the Slot (1975年)
- 『夜の賭博師』 - Ain't Nothin' Stoppin' Us Now (1976年)
- 『オークランド・スタジアム』 - We Came to Play! (1978年)
- 『バック・オン・ザ・ストリート』 - Back on the Streets (1979年)
- 『ダイレクト』 - Direct (1981年)
- TOP (1986年) ※ヨーロッパ限定リリース
- 『パワー』 - Power (1987年) ※上記アルバムの米国盤
- 『モンスター・オン・ア・リーシュ』 - Monster on a Leash (1991年)
- 『T.O.P.』 - T.O.P. (1993年)
- 『ソウルド・アウト』 - Souled Out (1995年)
- 『リズム・アンド・ビジネス』 - Rhythm & Business (1997年)
- Dinosaur Tracks (1999年) ※1980年–1983年録音
- 『オークランド・ゾーン』 - Oakland Zone (2003年)
- 『アメリカン・ソウルブック』 - The Great American Soulbook (2009年)
- 『ソウル・サイド・オブ・タウン』 - Soul Side of Town (2018年)
- 『ステップ・アップ』 - Step Up (2020年)[4]
- 『イッツ・クリスマス』 - It's Christmas (2024年)

### ライブ・アルバム
- 『ベスト・ライヴ』 - Live And In Living Color (1976年)
- 『ソウル・ヴァクシネイション』 - Soul Vaccination: Live (1999年)
- The East Bay Archive Volume 1 (2008年) ※1973年4月、マサチューセッツ州ボストン、K-K-K-Katy's録音
- 『ライヴ・アット・フィルモア - 結成40周年記念ライヴ』 - 40th Anniversary: The Fillmore Auditorium, San Francisco (2011年)
- 『ヒッパー・ザン・ヒップ ライヴ・イン・ザ・スタジオ74』 - Hipper Than Hip: Yesterday, Today & Tomorrow (Live On The Air & In The Studio 1974) (2013年)[4]

### コンピレーション・アルバム
- Funkland (1974年)
- 『タワー・オブ・パワー・アンソロジー!』 - What is Hip? The Tower of Power Anthology (1999年)
- 『ヴェリー・ベスト・オブ・タワー・オブ・パワー』 - The Very Best of Tower of Power: The Warner Years (2001年)
- 『ソウル・ウィズ・ア・キャピタル“S”- ザ・ベスト・オブ・タワー・オブ・パワー』 - Soul With a Capital "S" - The Best of Tower of Power (2002年)
- Havin' Fun (2003年)
- What is Hip and Other Hits (2003年)[4]
- 『ユー・オートゥ・ビー・ハヴィン・ファン コロムビア&エピック・アンソロジー』 - You Ought To Be Havin' Fun (The Columbia/Epic Anthology (2018年)

### 映像作品
- Credit (1986年) ※バンド初のミュージック・ビデオ。アルバム『Power』のプロモーション
- 『タワー・オブ・パワー・イン・コンサート』 - Tower of Power in Concert (2003年) ※デヴィッド・ガリバルディ復帰後の1998年、Ohne Filterでのライブ収録
- 『スーパーファンク・ライヴ 2005』 - Live from Leverkusen (2007年) ※2005年11月収録
- 『ライヴ・アット・フィルモア - 結成40周年記念ライヴ』 - 40th Anniversary (Live) (2011年) ※2008年収録[5]
- Look In My Eyes (2020年) ※30年ぶりとなるミュージック・ビデオ。アルバム『Step Up』のプロモーション